# Dinotrema caecillum
Dinotrema caecillum är en stekelart som beskrevs av Vladimir Ivanovich Tobias. Dinotrema caecillum ingår i släktet Dinotrema och familjen bracksteklar. Inga underarter finns listade i Catalogue of Life.